# 李全略
李全略（8世纪？—826年），本姓王，名日簡。唐朝官员。
最早為鎮州小將，事王武俊。元和（806年—820年）中，節度使王承宗死後，奉詔回長安，授代州刺史。長慶元年（821年），田弘正被殺，王日簡成為唐穆宗的軍事顧問，多陳利害，冀合帝意。授德州（治所在今山東陵縣）刺史。是時杜叔良兵敗博野（今河北博野縣），以日簡為橫海軍節度使（治所在今河北滄州東南）、滄德棣州觀察使，赐姓李氏，名全略。
長慶二年（822年），王稷任德州刺史，帶了許多財物赴任，李全略貪圖他的財貨，殺王稷，屠其家。王稷未嫁的女兒被李全略充作女妓。寶歷二年（826年）四月卒，其子李同捷自為留後，之後叛亂，被唐朝廷任命的正式橫海軍節度使烏重胤與之後的李祐；再加以武寧節度使王智興支援，李同捷被圍剿兩年後兵敗，於押送長安途中被斬。

## 延伸阅读
[在维基数据编辑]
 《舊唐書·卷143》，出自刘昫《舊唐書》
 《新唐書·卷213》，出自《新唐書》